# Nicolebertia feai
Nicolebertia feai is een keversoort uit de familie Passandridae. De wetenschappelijke naam van de soort is voor het eerst geldig gepubliceerd in 1892 door Grouvelle.